# العلاقات العراقية البوروندية
العلاقات العراقية البوروندية هي العلاقات الثنائية التي تجمع بين العراق وبوروندي.

## مقارنة بين البلدين
هذه مقارنة عامة ومرجعية للدولتين:
| وجه المقارنة                                              | العراق                       | بوروندي                                    |
| --------------------------------------------------------- | ---------------------------- | ------------------------------------------ |
| المساحة (كم2)                                             | 437.07 ألف                   | 27.83 ألف                                  |
| عدد السكان (نسمة)                                         | 38.27 مليون                  | 10.86 مليون                                |
| الكثافة السكانية (ن./كم²)                                 | 87.56                        | 390.23                                     |
| العاصمة                                                   | بغداد                        | بوجومبورا، جيتيغا                          |
| اللغة الرسمية                                             | اللغة العربية، اللغة الكردية | اللغة الكيروندية، لغة فرنسية، لغة إنجليزية |
| العملة                                                    | دينار عراقي                  | فرنك بوروندي                               |
| الناتج المحلي الإجمالي (بليون دولار)                      | 197.72 مليار                 | 3.48 مليار                                 |
| الناتج المحلي الإجمالي (تعادل القوة الشرائية) بليون دولار | 560.73 مليار                 | 8.13 مليار                                 |
| الناتج المحلي الإجمالي الاسمي للفرد دولار أمريكي          | 4.94 ألف                     | 277                                        |
| الناتج المحلي الإجمالي للفرد دولار أمريكي                 | 15.06 ألف                    | 77                                         |
| مؤشر التنمية البشرية                                      | 0.654                        | 0.400                                      |
| رمز المكالمات الدولي                                      | +964                         | +257                                       |
| رمز الإنترنت                                              | .iq                          | .bi                                        |
| المنطقة الزمنية                                           | ت ع م+03:00، ت ع م+04:00     | ت ع م+02:00                                |

## منظمات دولية مشتركة
يشترك البلدان في عضوية مجموعة من المنظمات الدولية، منها:
| علم المنظمة | اسم المنظمة                        | تاريخ انضمام العراق | تاريخ انضمام بوروندي |
| ----------- | ---------------------------------- | ------------------- | -------------------- |
|             | مؤسسة التنمية الدولية              | 29 ديسمبر 1960      | 28 سبتمبر 1963       |
|             | يونسكو                             | 21 أكتوبر 1948      | 16 نوفمبر 1962       |
|             | وكالة ضمان الاستثمار متعدد الأطراف | 6 أكتوبر 2008       | 10 مارس 1998         |
|             | الأمم المتحدة                      | 21 ديسمبر 1945      | 18 سبتمبر 1962       |
|             | الاتحاد البريدي العالمي            | ?                   | ?                    |
|             | البنك الدولي للإنشاء والتعمير      | 27 ديسمبر 1945      | 28 سبتمبر 1963       |
|             | الاتحاد الدولي للاتصالات           | 12 نوفمبر 1928      | 16 فبراير 1963       |
|             | منظمة حظر الأسلحة الكيميائية       | ?                   | ?                    |
|             | مؤسسة التمويل الدولية              | 27 ديسمبر 1956      | 28 نوفمبر 1979       |
|             | منظمة الشرطة الجنائية الدولية      | ?                   | ?                    |

## وصلات خارجية
- موقع وزارة الخارجية العراقية